# Maxwell Jones
Maxwell Shaw Jones (Queenstown, provincia del Cabo, hoy Sudáfrica, 1 de enero de 1907; Nueva Escocia, Canadá, 19 de agosto de 1990) fue un psiquiatra social británico a quien se reconoce por sus aportes al desarrollo del modelo de comunidad terapéutica en el tratamiento de enfermos mentales y, más específicamente, como autor del concepto de «comunidad terapéutica democrática». 

## Biografía

### Primeros años y formación académica
Nació en Queenstown, Sudáfrica, pero solo vivió allí su infancia temprana. Su madre era estadounidense y su padre, escocés. El padre murió cuando Maxwell tenía cinco años, tras lo cual su madre decidió mudarse con sus tres hijos a Escocia. Creció en Edimburgo, donde a partir de 1925 cursó sus estudios superiores en Stewart’s College y en la Universidad de Edimburgo, donde en 1931 se graduó en medicina. Fue discípulo y asistente del psiquiatra David K. Henderson en Edimburgo y en 1936 se fue a EE. UU. con una beca para estudiar psicología en Pensilvania y en la Universidad de Columbia, donde comenzó a interesarse especialmente por la esquizofrenia.

### = Desarrollo del concepto de comunidad terapéutica
Tras sus estudios en Estados Unidos, Jones regresó al Reino Unido, primero a trabajar en un hospital en Londres, pero pronto el estallido de la guerra trajo consigo restructuraciones en el sistema de salud para redirigir al personal de los hospitales hacia la atención de urgencia. Jones se unió a un equipo que se ocupaba de investigar las causas de la cardiofobia en los soldados y desarrollar formas de tratamiento para que pudiesen ser reincorporados a las filas. Es en este contexto en el que en 1941 se le ocurrió introducir en el hospital de urgencias que funcionaba de manera provisoria en la escuela Mill Hill una terapia de grupo, participativa,  que incorporaba técnicas de la pedagogía teatral. Trabajó en esto hasta hasta 1945, año en que asumió la supervisión de un equipo de 60 personas dedicado al tratamiento de trastornos mentales que presentaban los prisioneros de guerra. Durante el desempeño de esta función desarrolló e implementó el concepto de comunidad terapéutica, por el que más tarde obtuvo un reconocimiento internacional.
La Unidad de Rehabilitación Social que se había establecido en 1947 ocupando unas dependencias del Hospital de Belmont, donde inicialmente trabajó Jones, fue creciendo hasta constituirse en 1959 como un hospital independiente que se rebautizó como Hospital Henderson (en honor a David K. Henderson). Bajo la dirección de Maywell Jones, este fue el primer hospital en Londres con un enfoque de tratamiento en base a una comunidad terapéutica democrática. Los pacientes tenían voz y voto respecto de muchas decisiones, incluida la admisión y el alta en la comunidad.  Se admitían personas por un tratamiento acotado a un año, en el que se combinaban técnicas de psicodrama, musicoterapia, artes visuales, pedagogía teatral, actividades de jardinería y cocina y técnicas de socioterapia como alternativas a los psicofármacos. La idea era que el propio hecho de participar democráticamente en la comunidad tenía un efecto sanador y que los propios pacientes que sufrían un trastorno mental estaban en la mejor posición para acoger y comprender empáticamente la situación de sus pares. El concepto de Jones incluía el aplanamiento de la jerarquía que era usual entre médicos y pacientes proponiendo un ambiente de colaboración horizontal, lo que naturalmente requería de una reorganización profunda de las estructuras del hospital.

### Trayectoria posterior
Durante las década de 1960 y 1970 Jones trabajó en el Expert Advisory Panel (panel de asesores expertos), evaluando programas de rehabilitación de trastornos mentales a nivel global.
En 1959 fue como profesor visitante a la Universidad de Stanford en la cátedra de Psiquiatría Social de la Commonwealth. En conjunto con Harry Wilmer, que lo había invitado a Standford, desarrolló un sistema comunitario de salud mental para la ciudad de San Mateo y actuó como asesor de Wilmer cuando este último estableció la primera Comunidad Terapéutica Democrática (CTD) en América del Norte. Este concepto se aplicó en instituciones correccionales también, primero en la Correccional de California y más tarde en las demás prisiones.
Permaneció en EE.UU hasta 1962, trabajando como director de educación e investigación en el hospital de Salem (Oregón) y al regresar al Reino Unido lo nombraron médico jefe del Hospital Dingleton de Melrose (Escocia), donde permaneció hasta jubilarse. Ya retirado, aceptó un puesto de asesor de personal en el Centro de Salud Mental de Fort Logan, cerca de Denver (Colorado). También allí inició un proyecto para reclusos con diagnóstico x de «esquizofrenia». 
En 1986 se mudó a Wolville, en Nueva Escocia (Canadá), y pasó los últimos años dedicado a la consultoría. Falleció en 1990, a la edad de 83 años.

## Obras (selección)
- 1952: Social Psychiatry : A Study of Therapeutic Communities [Psiquiatría social : un estudio de las comunidades terapéuticas]
- 1953: The Therapeutic Community; a New Treatment Method in Psychiatry [La comunidad terapéutica: un nuevo método de tratamiento en psiquiatría]
- 1962: Social Psychiatry in the Community, in Hospitals, and in Prisons [Psiquiatría social en la comunidad, los hospitales y las prisiones]
- 1968: Beyond the Therapeutic Community: Social Learning and Social Psychiatry [Más allá de la comunidad terapéutica: Aprendizaje social y psiquiatría social]
- 1971: Small Group Psychotherapy [Psicoterapia de grupos pequeños]
- 1976:Maturation of the Therapeutic Community: An Organic Approach to Health and Mental Health [La Maduración de la Comunidad Terapéutica: Un enfoque orgánico de la salud y la salud mental]
- 1988: Growing Old, the Ultimate Freedom [Envejecer, la máxima libertad]

## Premios y reconocimientos
La Asociación Estadounidense de Psiquiatría le otrgó en 1959 el Premio Isaac Ray.